# Super 30
 (juin 2019).
Si vous disposez d'ouvrages ou d'articles de référence ou si vous connaissez des sites web de qualité traitant du thème abordé ici, merci de compléter l'article en donnant les références utiles à sa vérifiabilité et en les liant à la section « Notes et références ».
Pour plus de détails, voir Fiche technique et Distribution.
Super 30 est un film indien réalisé par Vikas Bahl, sorti en 2019.
Il s'inspire librement de la vie du mathématicien Anand Kumar (en) et son programme éducatif Super 30 (en).

## Fiche technique
- Titre original : Super 30
- Réalisation : Vikas Bahl
- Scénario : Sanjeev Dutta
- Direction artistique : Pallab Chanda et Dilip Rokade
- Décors : Subrata Chakraborty et Amit Ray
- Costumes : Niharikha Bhasin Khan et Subodh Srivastava
- Photographie : Anay Goswamy (en)
- Montage : A. Sreekar Prasad (en)
- Musique : Ajay-Atul (en)
- Production : Anurag Kashyap, Madhu Mantena Varma et Sajid Nadiadwala
- Production exécutive : Ghanteshwar T. Guru
- Production déléguée : Tanvi Gandhi
- Sociétés de production : Phantom Films, Nadiadwala Grandson Entertainment, Reliance Entertainment, HRX Films
- Sociétés de distribution : Aanna Films (France)
- Pays d'origine :  Inde
- Langue originale : hindi
- Genre : biographie, drame
- Durée : 150 minutes
- Dates de sortie :
  - Inde, France : 12 juillet 2019
  - Suisse romande : 13 juillet 2019

## Distribution
- Hrithik Roshan : Anand Kumar
- Mrunal Thakur : Supriya, la petite amie d'Anand
- Nandish Sandhu (en) : Pranav Kumar, le frère d'Anand
- Virendra Saxena (en) : Rajendra Kumar, le père d'Anand et de Pranav
- Sadhana Singh (en) : Jayanti Kumar, la mère d'Anand et de Pranav
- Aditya Srivastava (en) : Lallan Singh, l'assistant de Shriram
- Pankaj Tripathi (en) : Shriram Singh, ministre de l'éducation
- Karishma Sharma : une danseuse
- Krithi Shetty : une étudiante